# NGC 4170
NGC 4170 est une étoile située dans la constellation de la Chevelure de Bérénice. L'astronome prussien Heinrich d'Arrest a enregistré la position de cette étoile 10 mai 1864.
Selon la base de données Simbad, NGC 4170, NGC 4171 et NGC 4173 sont trois désignations différentes pour la galaxie PGC 38897 qui partout ailleurs est identifiée à NGC 4173.